# GraalVM
GraalVM est une machine virtuelle dite "universelle", car elle est capable de comprendre de nombreux langages de programmation.

## Langages de programmation supportés
Ci-dessous, la liste non exhaustive des langages de programmation supportés par GraalVM:
- Langages supportés par la machine virtuelle Java (Java (OpenJDK version 8 et 11), Scala, Kotlin, Clojure, ...)
- JavaScript
- Python
- Ruby
- C
- C++

Une liste plus complète existe sur GitHub